# Frank Lloyd
Frank William George Lloyd (2 tháng 2 năm 1886 – 10 tháng 8 năm 1960) là đạo diễn, diễn viên, nhà viết kịch bản và nhà sản xuất phim người Mỹ gốc Anh. Ông là một trong những người sáng lập Viện Hàn lâm Khoa học và Nghệ thuật Điện ảnh, và là chủ tịch của nó từ năm 1934 đến năm 1935.

## Tiểu sử
Lloyd sinh ra ở Glasgow, Scotland. Mẹ của ông, Jane là người Scotland và cha của ông Edmund là người xứ Wales. Lloyd bắt đầu sự nghiệp của mình với tư cách là một ca sĩ và diễn viên sân khấu ở London.  Ông là người chiến thắng giải thưởng Viện hàn lâm đầu tiên của Scotland và là người duy nhất trong lịch sử điện ảnh, đã nhận được ba đề cử Oscar năm 1929 cho tác phẩm phim câm (The Divine Lady), một phim nửa câm (Weary River) và một phim nói (Drag). Lloyd đã giành giải Oscar cho The Divine Lady. Ông đã được đề cử và giành giải Oscar một lần nữa vào năm 1933 cho bộ phim chuyển thể Cavalcade của Noël Coward và nhận thêm một đề cử Đạo diễn xuất sắc nhất vào năm 1935 cho bộ phim có lẽ là thành công nhất của ông, Mutiny on the Bounty.
Năm 1957, Lloyd được trao Giải thưởng George Eastman do George Eastman House vì những đóng góp xuất sắc cho nghệ thuật điện ảnh.